# Mykwa w Warszawie
Mykwa w Warszawie – budynek dawnej mykwy żydowskiej, znajdujący się w warszawskiej dzielnicy Praga-Północ, przy ul. ks. Ignacego Kłopotowskiego 31.

## Historia
Budynek został wzniesiony pomiędzy 1911 a 1914 według projektu Nauma Hornsteina z przeznaczeniem na żydowską łaźnię obrzędową, jako część kompleksu zabudowań praskiej gminy żydowskiej. Sąsiadował od wschodu z synagogą Praską. Mykwa cieszyła się dobrą opinią, m.in. z powodu wysokiej jakości wyposażenia.
Po zakończeniu II wojny światowej budynek został ponownie przebudowany i przeznaczony na siedzibę Centralnego Komitetu Żydów Polskich. Następnie mieściło się w nim przedszkole i społeczne liceum ogólnokształcące.
Wyposażenie łaźni nie zachowało się. Po 1989 budynek został odzyskany przez Gminę Wyznaniową Żydowską w Warszawie. Od 2006 mieści się w nim Wielokulturowe Liceum Humanistyczne im. Jacka Kuronia.
W 1999 budynek został wpisany do rejestru zabytków. Jest jedynym tego typu obiektem na terenie Warszawy.

## Architektura
Budynek jest w całości licowany czerwoną cegłą, posiada dwa skrzydła: frontowe i zachodnie, które wraz z poprzeczną oficyną otaczają z trzech stron dziedziniec. Skrzydło frontowe liczy dwie kondygnacje i posiada sześć osi. Detale architektoniczne wyróżniają się wysokim poziomem wykonania - gzymsy, obramienia okien i pilastry wykonane są z tynku imitującego kamień. Nie zachowała się attyka z cokołami, pomiędzy którymi umieszczone były balustrady.
Elewacja frontowa parterowego skrzydła zachodniego wykonana jest ze zwykłej czerwonej cegły i liczy pięć osi, z czego trzy ostatnie zgrupowane są w piętrowy ryzalit. Naroża elewacji i ryzalitu ujęte są pilastrami zwieńczonymi sterczynami z motywem nadwieszonej machikuły. We wnętrzach zachowały się elementy dawnego wystroju, głównie posadzki oraz marmurowe schody.